# Copa de Campeones (snooker)
La Copa de Campeones fue un torneo de snooker, profesional y de invitación, que se celebró bajo diferentes denominaciones en las ciudades inglesas de Birmingham, Derby, Croydon y Brighton entre 1995 y 2001. John Higgins, que se impuso (7-4) a Mark Williams en la final de aquella cita de 2001, quedó como último ganador.

## Historia

### Ganadores
| Año               | Ganador           | Resultado | Subcampeón        | Sede       | Referencias |
| ----------------- | ----------------- | --------- | ----------------- | ---------- | ----------- |
| Charity Challenge |                   |           |                   |            |             |
| 1995              | Stephen Hendry    | 9-1       | Dennis Taylor     | Birmingham | [ 1 ]       |
| 1996              | Ronnie O'Sullivan | 9-6       | John Higgins      | Birmingham | [ 1 ]       |
| 1997              | Stephen Hendry    | 9-8       | Ronnie O'Sullivan | Birmingham | [ 1 ]       |
| 1998              | John Higgins      | 9-8       | Ronnie O'Sullivan | Derby      | [ 1 ]       |
| 1999              | John Higgins      | 9-4       | Ronnie O'Sullivan | Derby      | [ 1 ]       |
| Copa de Campeones |                   |           |                   |            |             |
| 1999              | Stephen Hendry    | 7-5       | Mark Williams     | Croydon    | [ 1 ]       |
| 2000              | Ronnie O'Sullivan | 7-5       | Mark Williams     | Brighton   | [ 1 ]       |
| 2001              | John Higgins      | 7-5       | Mark Williams     | Brighton   | [ 1 ]       |